# دهستان رودبال
دهستان رودبال نام دهستانی در بخش مرکزی شهرستان مرودشت، استان فارس در ایران است. براساس سرشماری مرکز آمار ایران در سال ۱۳۸۵، جمعیت آن ۱۰۸۸۰ نفر (۲۵۹۹ خانوار) بوده‌است.